# Cronobacter sakazakii
Cronobacter sakazakii (Syn.: Enterobacter sakazakii Farmer et al. 1980) ist eine Bakterienart der Familie Enterobacteriaceae und gehört zu den gramnegativen nicht-sporenbildenden Bakterien. Cronobacter sakazakii ist stäbchenförmig und durch Geißeln beweglich. Ein charakteristisches Merkmal ist die gelbe Pigmentierung der Bakterienkulturen.
Cronobacter sakazakii kann bei Säuglingen Blutvergiftungen (Sepsis), Hirnhautentzündungen (Meningitis) und nekrotisierende Enterokolitis, eine gefährliche Darmerkrankung, verursachen. Die eher selten vorkommende Infektion kann über die Säuglingsnahrung erfolgen, so wurde Cronobacter sakazakii in Milchpulver nachgewiesen. Über Vorkommen und Lebensweise in freier Umwelt ist von dem Bakterium wenig bekannt.
In der englischen Literatur findet man Cronobacter sakazakii auch oft unter dem Namen „Yellow-Pigmented Enterobacter cloacae“.

## Taxonomie
Aufgrund von taxonomischen Fortschritten wurde die Art 2008 zusammen mit weiteren Arten in eine neue Gattung  Cronobacter gen. nov. gestellt.